# Immunità cellulo-mediata
L'immunità cellulare, meglio nota come immunità cellulo-mediata, è una risposta da parte del sistema immunitario che prevede l'attivazione dei macrofagi, delle cellule natural killer, dei linfociti T e la distruzione di cellule infette o danneggiate (citotossicità), nonché il rilascio di varie citochine in risposta ad un antigene. 
Essa protegge il corpo:
1. mediante l'attivazione di linfociti T citotossici antigene-specifici, che sono in grado di danneggiare le cellule che presentano sulla propria superficie epitopi di antigeni estranei, come ad esempio cellule infettate da virus, cellule infettate da batteri intracellulari e cellule tumorali che presentano antigeni tumorali;
2. mediante l'attivazione di macrofagi e cellule NK, attivazione che consente loro di distruggere agenti patogeni intracellulari;
3. stimolando le cellule a secernere tutta una serie di citochine, che influenzano la funzionalità delle altre cellule coinvolte nelle risposte immunitarie specifiche e naturali.

L'immunità mediante le cellule - questa è l'espressione più corretta - è rivolta soprattutto alla rimozione di microbi che sopravvivono alla fagocitosi ed ai microbi che infettano cellule non fagocitiche. È la più efficace nel rimuovere cellule infettate da virus, ma partecipa anche nell'eliminazione di funghi, protozoi, cellule tumorali e batteri intracellulari. Gioca un ruolo importante anche nel rigetto degli organi trapiantati.